# Michael Knoll
Michael Knoll (1957 - Dortmund, 8 d'octubre de 1978) va ser un activista polític alemany, militant de la segona generació de la Fracció de l'Exèrcit Roig (RAF). Va morir a conseqüència d'un intercanvi de trets amb la policia.
El 24 de setembre de 1978, en un bosc de Dortmund-Löttringhausen, va participar en un exercici de pràctiques de tir, amb els membres de la RAF Angelika Speitel i Werner Lotze, quan van ser sorpresos per dos policies. L'agent de policia Hans-Wilhelm Hansen va rebre un impacte de bala durant un intercanvi de trets mentre que el seu company va resultar ferit. Speitel i Knoll també van ser ferits per trets de pistola i, posteriorment, arrestats, mentre que Lotze va poder escapar. Knoll va morir dues setmanes després de les greus ferides.